# Miresele lui Dracula
Miresele lui Dracula sunt personaje din romanul lui Bram Stoker din anul 1897, Dracula. Au apărut ulterior în alte cărți, piese de teatru, filme, producții TV. 
Miresele lui Dracula sunt trei vampiri de sex feminin, "surori" seducătoare care locuiesc cu contele Dracula în castelul său din Transilvania, unde farmecă bărbații cu frumusețea lor și apoi se hrănesc cu ei. Dracula le oferă victime să mănânce, în special bebeluși și copii.

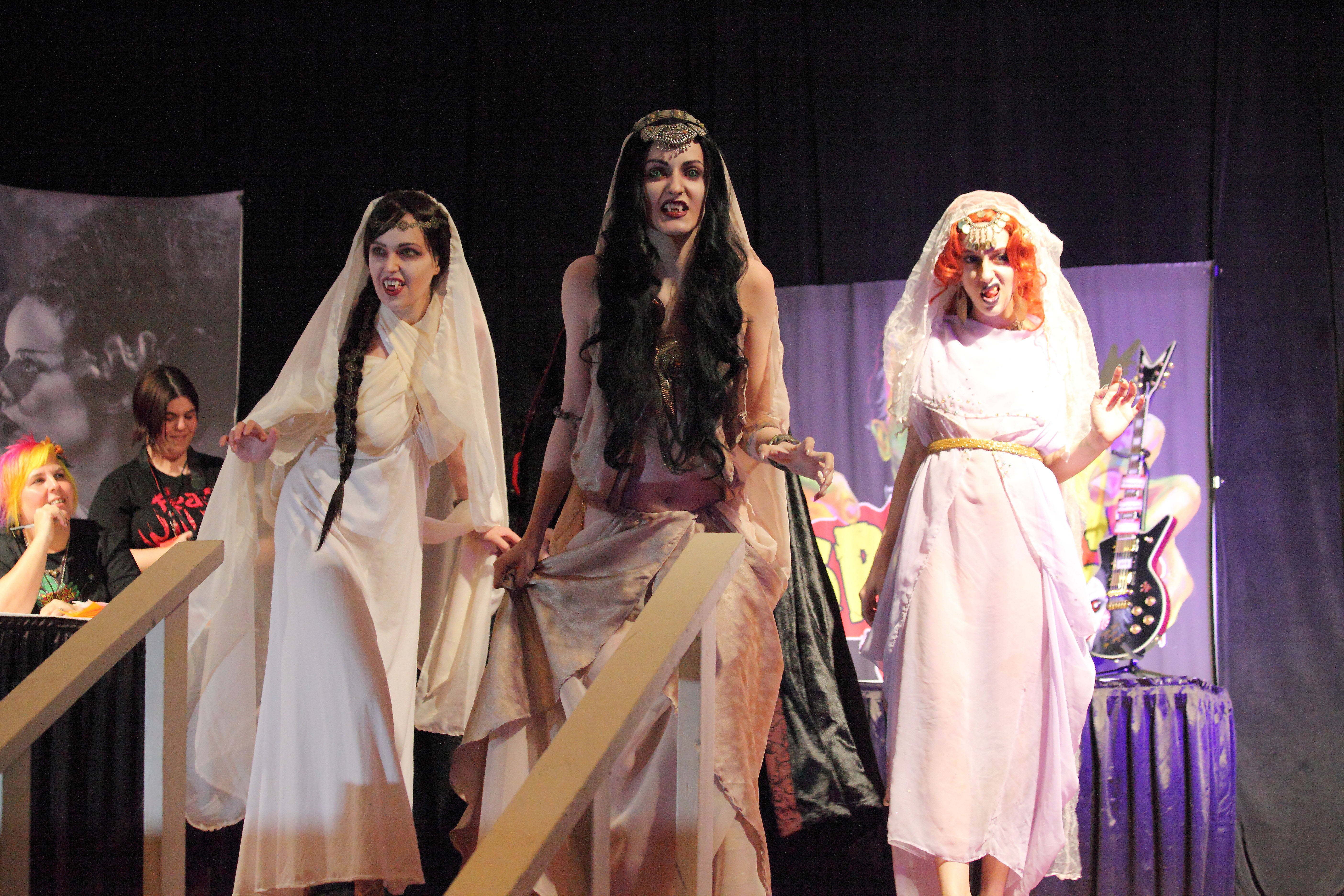

Ca și Dracula, ele sunt morți vii, care fug de lumina soarelui, usturoi și obiecte religioase. În capitolul trei al romanului, două dintre ele sunt descrise ca având părul întunecat, iar cealaltă este blondă.